# ریموند هررا
ریموند هررا (انگلیسی: Raymond Herrera) موسیقی‌دان اهل ایالات متحده آمریکا است.